# Anagallis filiformis
Anagallis filiformis är en viveväxtart som beskrevs av Adelbert von Chamisso och Schltdl. Anagallis filiformis ingår i släktet Anagallis och familjen viveväxter. Inga underarter finns listade i Catalogue of Life.